# Nadallaa
 Nadallaa är en ö i Huvadhuatollen i Maldiverna.  Den ligger i administrativa atollen Gaafu Dhaalu atoll, i den södra delen av landet, 435 km söder om huvudstaden Malé. 